# Cha 110913−773444
| Cha 110913−773444                                       | Cha 110913−773444     |
| ------------------------------------------------------- | --------------------- |
| WISE-Bild mit Cha 110913−773444                         |                       |
| Beobachtungsdaten Äquinoktium: J2000.0, Epoche: J2000.0 |                       |
| Sternbild                                               | Chamaeleon            |
| Rektaszension                                           | 11h 09m 13,6s         |
| Deklination                                             | −77° 34′ 45″          |
| Astrometrie und Eigenschaften                           |                       |
| Entfernung                                              | ca. 500 Lj ca. 160 pc |
| Masse                                                   | ca. 8 MJ              |
| Radius                                                  | ca. 1,8 RJ            |
| Geschichte                                              |                       |
| Entdeckung                                              | 2005                  |

Cha 110913−773444, manchmal auch verkürzt als Cha 1109−7734 oder Cha 110913 bezeichnet, ist ein im Jahr 2005 entdecktes Objekt planetarer Masse. Der Himmelskörper ist für einen Braunen Zwerg zu leicht und kann daher mit einer Masse von rund acht Jupitermassen und einem Radius von rund 1,8 Jupiterradien als Planet ohne Stern, bzw. als Brauner Zwerg planetarer Masse angesehen werden.
Um Cha 110913−773444 existiert eine Staubscheibe, in der sich Planeten und natürliche Satelliten bilden könnten. Das Objekt weist ein Alter von wenigen Millionen Jahren auf.
Entdeckt wurde Cha 110913−773444 mit dem Spitzer-Weltraumteleskop, das den Kosmos im Bereich des Infrarotlichts untersucht.